# Marcus Bai
Marcus Bai (* 11. Oktober 1972 in Ulamona, Madang Province) ist ein ehemaliger papua-neuguineischer Rugby-League-Spieler. Seine Karriere begann er bei den Hull Sharks und den Gold Coast Chargers, bevor er zu den Melbourne Storm wechselte und mit ihnen die NRL und die World Club Challenge gewann. Danach spielte er in der Super League für die Leeds Rhinos und die Bradford Bulls, mit Leeds gewann er die Super League und die World Club Challenge und mit Bradford ebenfalls die World Club Challenge. Er ist der erste Spieler, der drei World Club Challenges mit drei verschiedenen Vereinen gewann.

## Karriere
Bai begann seine Karriere bei den Port Moresby Vipers, bevor er 1997 zum englischen Verein Hull Sharks wechselte, der damals in der zweiten Liga spielte. Für diesen absolvierte er acht Spiele, bevor er zu den Gold Coast Chargers wechselte. Obwohl er nur ein Jahr lang bei den Chargers spielte, machte er durch fünf Versuche in 18 Spielen auf sich aufmerksam und wurde von den neugegründeten Melbourne Storm unter Vertrag genommen.

### Melbourne Storm
Bereits in seiner ersten Saison bei den Storm wurde er als Winger of the Year ausgezeichnet. In seiner zweiten Saison spielte er in sämtlichen Spielen und gewann das NRL Grand Final 1999 gegen die St. George Illawarra Dragons. Die darauffolgende World Club Challenge gegen den Super-League-Meister St Helens gewann Storm 44:6, wobei er einen Versuch legte. Nach Ende der Saison 2000 nahm er mit Papua-Neuguinea an der Rugby-League-Weltmeisterschaft teil.

### Leeds Rhinos
Nach Ende der Saison 2003 wechselte Bai in die Super League zu den Leeds Rhinos. Sein Debüt war während eines Freundschaftsspiels am Boxing Day gegen die Castleford Tigers, in dem er einen Versuch legte. In seinem ersten Super-League-Spiel gegen die London Broncos legte er im ausverkauften Headingley Carnegie Stadium einen Hattrick. Im Halbfinale gegen die Wigan Warriors legte er erneut einen Hattrick und gewann das darauffolgende Super League Grand Final gegen die Bradford Bulls. Er wurde damit einer der wenigen Spieler, die sowohl in der NRL als auch in der Super League einen Titel gewonnen haben.
2005 gewann er mit Leeds die World Club Challenge gegen die Canterbury-Bankstown Bulldogs und schaffte es mit ihnen ins Finale der Super League und des Challenge Cup. Beide Spiele gingen verloren, das erste gegen die Bradford Bulls und das zweite gegen den Hull FC.

### Bradford Bulls
Zur Saison 2006 wurde Bai von den Bradford Bulls unter Vertrag genommen. Sein erstes Spiel war die World Club Challenge 2006 gegen die Wests Tigers, die Bradford 30:10 gewann und in der er zwei Versuche legte. Nach dem Ende seiner ersten Saison erhielt er den Back of the Year Award der Bulls und unterschrieb einen Vertrag für ein weiteres Jahr. Zu einem weiteren Jahr bei den Bulls kam es aber nicht, da er im Dezember sein Karriereende verkündete.